# Bhima
Bhima (dewanagari भीम, trl. bhīma ; też भीमसेन trl. bhīmaséna) – w Mahabharacie jeden z pięciu braci Pandawów – synów Pandu. Ten potężny kszatrija odgrywa znaczącą rolę w wojnie Kurukszetra. Przedstawiony jest jako postać pozytywna, ma jednak wady takie jak wpadanie w złość.